# Carl Wilhelm Runde

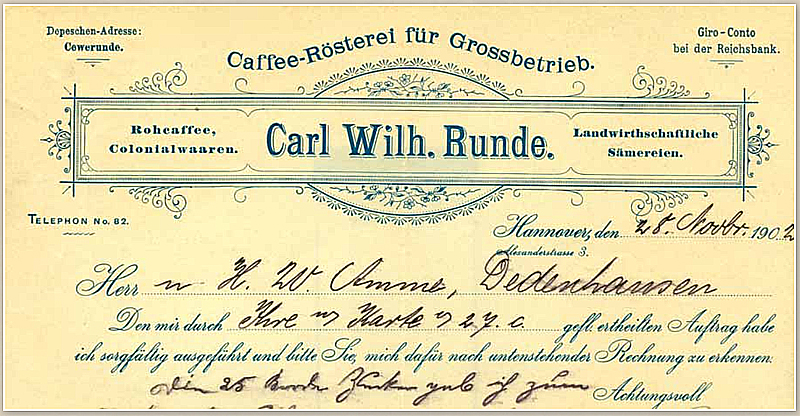
Briefkopf der Caffee-Rösterei für Großbetrieb, Rohcaffee, Colonialwaaren. Landwirthschaftliche Sämereien der Firma Carl Wilh. Runde in der Alexanderstraße 3;
Vordruck um 1900 durch Rob. Leunis & Chapman

Carl (auch: Johann Karl) Wilhelm Runde (* 16. August 1785 in Hannover; † 3. Februar 1859 ebenda) war ein deutscher Kaufmann und Senator sowie als Mäzen Gründer der nach ihm benannten „Runde-Stiftung“.

## Leben und Wirken
Geboren noch zur Zeit des Kurfürstentums Hannover, übernahm Carl Wilhelm Runde während der sogenannten „Franzosenzeit“ 1809 die bis dahin von seinem Vater geführte „Material-, Droguerie- und Farbwaarenhandlung“, die dann umbenannte Firma Carl Wilh. Runde. Bei der Geschäftsübernahme wurde Runde verpflichtet, seine 5 unverheirateten Schwestern standesgemäß zu versorgen – und führte das Geschäft dann dennoch zur wirtschaftlichen Blüte, zeitweilig gemeinsam mit seinem Kompagnon Heinrich Theodor Garvens.
Am 6. Oktober 1815 wurde Runde unter der Matrikelnummer 199 in die Freimaurerloge Zur Ceder aufgenommen, wo er zahlreiche Ämter übernahm: Zunächst stellvertretender Schatzmeister, dann stellvertretender Zweiter Aufseher, von 1834 bis 1840 Zweiter und anschließend bis 1849 Erster Aufseher der Loge. Unter Georg Philipp Holscher wurde er von 1848 bis 1849 zum deputierten Logenmeister gewählt, anschließend zum Alt- und Ehrenmeister ernannt.
Unterdessen war Rund (auch: Runde) zu Beginn der Industrialisierung im Königreich Hannover wurde zum Senator der Residenzstadt gewählt worden und als solcher von 1840 bis 1856 verantwortlich für das städtische Bauwesen, den Packhof und dann die stadteigenen Ziegeleien.
Zu großem Wohlstand gekommen, begründete Carl Wilhelm Runde 1856 eine Stiftung für „vaterlose, unverheiratete, unbescholtene, über 20 Jahre alte Töchter hannoverscher Kaufleute“.
Carl Wilhelm Runde wurde zunächst auf dem Alten St.-Nikolai-Friedhof bestattet, dann jedoch umgebettet in ein Ehrengrab auf dem Stadtfriedhof Engesohde.
Nach dem Tode Rundes wurde sein ehemaliger Kompagnon Heinrich Theodor Garvens Alleininhaber des Unternehmens und gründete 1865 dann eine Maschinen- und Pumpenfabrik, aus der dann die Firma Garvens & Comp. hervorging.

## Ehrungen
Zusätzlich zu dem Ehrengrab wurde die 1883 statt der ehemaligen „Umfuhr“ hinter dem Hauptbahnhof die dann so benannte Rundestraße bei der Neugestaltung des Raschplatzes im heutigen Stadtteil Mitte um 1975 als Straße in veränderter Straßenführung neu angelegt.

## Die „Runde-Stiftung“
Aus den Zinsen der „Runde-Stiftung“ mit einem Vermögen von umgerechnet 340000 Mark konnten jährlich bis zu 44 Renten ausbezahlt werden. Als nach dem Zweiten Weltkrieg 1948 durch die Währungsreform jedoch die alte Reichsmark abgewertet wurde, wurde die „Runde-Stiftung“ 1950 aufgegeben.